# Sternblumen
Die Sternblumen (Ipheion)  bilden eine Pflanzengattung in der Unterfamilie der Lauchgewächse (Allioideae). Die seit 2010 nur drei Arten sind in Südamerika verbreitet. In vielen Ländern ist eine Art eine invasive Pflanze.

## Nutzung
In der Gattung Ipheion gibt es von wenigen Arten Sorten, die schöne Zierpflanzen für den Garten sind.

## Beschreibung

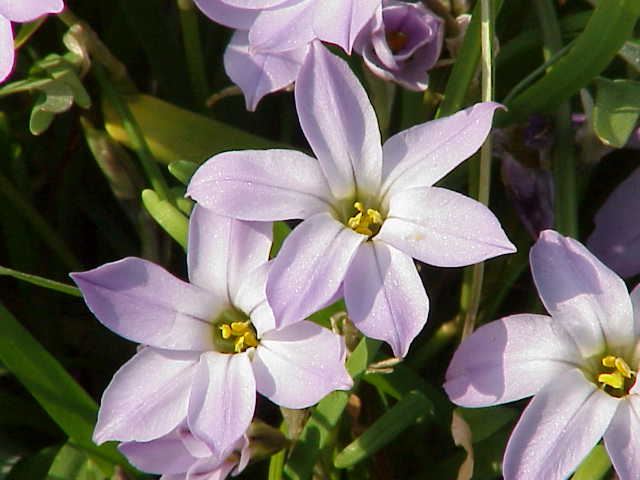
Frühlings-Sternblume (Ipheion uniflorum).

Ipheion-Arten sind ausdauernde krautige Pflanzen. Die Pflanzen riechen nach Knoblauch, wenn sie verletzt werden. Diese Geophyten bilden einzelne Zwiebeln mit einer Umhüllung („Tunika“) ohne Tochterzwiebeln als Überdauerungsorgane. Sie haben eine blattlose Ruhezeit im Sommer, obwohl sie meist aus Gebieten stammen, in denen es das ganze Jahr über Niederschläge gibt. Die Wurzeln sind fleischig. Die Laubblätter sind wechselständig und meist spiralig in einer grundständigen Rosette angeordnet. Die ungestielten, einfachen, parallelnervigen Laubblätter sind linealisch und flach. Der Blattrand ist glatt.
Der Blütenstandsschaft ist hohl. Die ursprünglich doldigen Blütenstände enthalten meist nur eine Blüte. Es werden keine Brutzwiebelchen in den Blütenständen gebildet. Die zwei Hochblätter sind teilweise verwachsen und schützen die Blüten im knospigen Zustand. Die gestielten, zwittrigen, radiärsymmetrischen Blüten sind dreizählig. Die sechs gleichgestaltigen Blütenhüllblätter sind an ihrer Basis schmalröhrig verwachsen. Die freien Bereiche der Blütenhüllblätter sind sternförmig ausgebreitet. Die Farben der Blütenhüllblätter reichen von weiß über violett bis blau. Es sind zwei Kreise mit je drei fertilen Staubblättern vorhanden. Sie sind untereinander frei, aber mit den Blütenhüllblättern verwachsen. Die Staubfäden sind gerade. Die drei Fruchtblätter sind zu einem oberständigen Fruchtknoten verwachsen mit vielen (20 bis 50) Samenanlagen je Fruchtknotenkammer. Der Griffel endet in einer kurzen dreilappigen Narbe. Es sind Septalnektarien vorhanden. Die Bestäubung erfolgt durch Insekten (Entomophilie). Die Zwiebel ist winterhart und kann das ganze Jahr in der Erde bleiben. Allerdings sind die Blätter leicht frostempfindlich, weshalb sie sicherheitshalber gegen Frost abgedeckt werden sollten.
Es werden zylindrische Kapselfrüchte gebildet, die viele Samen enthalten. Die ölhaltigen, durch Phytomelane schwarzen Samen sind geflügelt.

## Systematik
Constantine S. Rafinesque-Schmaltz veröffentlichte die Gattung Ipheion 1837 in Flora Telluriana 2, 12.
Die Gattung Ipheion gehört zur Tribus Ipheieae in der Unterfamilie der Gilliesioideae innerhalb der Familie der Lauchgewächse (Alliaceae).
Besonders die gelbblühenden Arten, die von manchen Autoren in die Ipheion eingeordnet werden, gehören zur Gattung Nothoscordum, beispielsweise Nothoscordum sellowianum oder Nothoscordum dialystemon.
1963 verschob Hamilton P. Traub alle Ipheion-Arten zu Tristagma, dies wurde von den meisten Autoren nicht übernommen.
Die Gattung Ipheion enthält seit 2010 nur drei Arten:
- Ipheion recurvifolium (C.H.Wright) Traub: Sie ist im zentralen Chile, argentinischen Chaco und in Uruguay verbreitet.
- Ipheion tweedieanum (Baker) Traub: Sie ist vom nordöstlichen Argentinien bis Uruguay verbreitet.
- Frühlings-Sternblume oder Einblütige Sternblume, Einblütiger Frühlingsstern, Pampaslilie[5] (Ipheion uniflorum (Graham) Raf., Syn.: Ipheion uniflorum (Lindl.) Raf., Triteleia uniflora Lindl., Milla uniflora Graham, Tristagma uniflora (Graham) Traub, Brodiaea uniflora (Lindl.) Engl.): Sie ist im südlichen Brasilien, Uruguay sowie Argentinien verbreitet.

## Rezeption in der Kunst
In Goethes Faust heißt es über Margarete: Sie pflückt eine Sternblume und zupft die Blätter ab, eins nach dem andern.